# Magí de Viles
Magí de Viles Coll (Selvanera, 1671 - Nàpols, 1725) va ser un comerciant i polític català.
Es va establir a Reus cap el 1690 per dedicar-se als negocis, i el 1698 es va casar amb Francesca Fàbregues, filla d'un adroguer de Reus. Vidu de la primera dona, es tornà a casar el 1712 amb Manuela Vidiella, filla de Francesc Vidiella, terratinent de Montbrió del Camp.
Des del primer moment va apostar per l'Arxiduc Carles, i abans de l'inici de la Guerra de Successió va ser detingut i tancat a la presó de Reus. El 22 de juny, el jurat en cap de la ciutat va anunciar que per mandat del governador de Tarragona, se l'havia capturat el dia 21 i posat sota custòdia, però aquella mateixa nit, van assaltar la presó i van alliberar-lo un grup de gent armada, comandats per Joan Nebot. Però pel mes d'agost de 1705, hi va haver el pronunciament a Riudoms per part dels germans Nebot a favor de l'Arxiduc, i el consell de Reus va decidir no reconèixer altre rei que Carles. El 1705 l'Arxiduc va nomenat governador del Camp de Tarragona a Magí de Viles, que va iniciar la lleva de 2.000 homes per l'exèrcit austriacista. El triomf de la causa de l'Arxiduc Carles el va fer promocionar ràpidament, gràcies també a ser cunyat del secretari reial Ramon Vilana-Perles, ja que aquest estava casat amb Maria Teresa Fàbregas, germana de la seva dona. El nomenament de governador va crear un cert escàndol, ja que es va veure que el càrrec li venia per "insinuació de la Cort". L'arquebisbe de Tarragona Josep Llinàs i Aznar el confirmà en el càrrec de governador, i en fer-ho, va privar del càrrec a Josep de Ferran, que l'ocupava des de la presa de possessió del mitrat i que sembla que era un home molt culte. Segurament també per influència del cunyat va obtenir els privilegis de ciutadà honrat i cavaller.
Com a governador del Camp i cap de les seves milícies va participar en nombroses accions de guerra, com ara la defensa de Martorell i el Congost l'any 1705, i en els moviments de tropes del 1706 a les comarques de la Segarra i la Conca de Barberà, en l'intent de sorprendre Tortosa i en auxili de Valls el 1708 i en l'intent de prendre Tortosa el 1711. El 1712, després de reclamar a Reus gent per a l'exèrcit, va demanar una gràcia a l'Arxiduc, que va ser concedida a través de la seva esposa Elisabet Cristina: pels mèrits de Reus, demanava que se li concedís el títol de ciutat, cosa que així es va fer. Després de la batalla d'Almansa va ser l'encarregat d'aixecar la gent del Camp de Tarragona i de la Ribera d'Ebre, per a aconseguir homes per formar cinc regiments d'infanteria. El 1707 havia estat nomenat segrestador de totes les mines de plom de Falset i d'altres llocs prop de l'Ebre. El 1710 ja havia estat comissionat per a aixecar homes al Penedès i al Camp. El 1712 la seva trajectòria va decaure, quan el virrei Mariscal Starhemberg el va fer empresonar, encara que no va perdre el càrrec de governador. El 1714 va emprendre el camí de l'exili i es va establir amb la seva família a Nàpols, on va morir el 1725. El seu fill Francesc de Viles el 1726 encara va poder arreglar alguns assumptes que el seu pare havia deixat pendents a Reus.